# Acanthoderes daviesii
Acanthoderes daviesii là một loài bọ cánh cứng trong họ Cerambycidae.